# ハナグモ

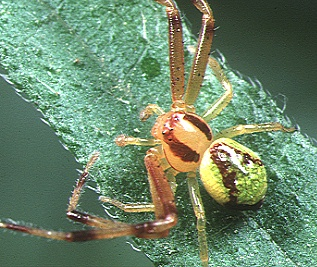
雄成体

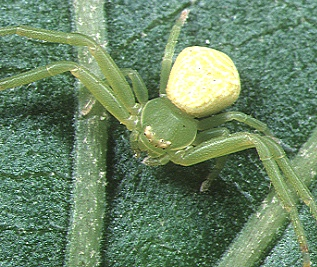
無斑紋の個体
雌成体

ハナグモ（Ebrechtella tricuspidata）は、カニグモ科のクモの1種。黄緑から白っぽいクモで、往々に花に潜んで獲物を待つ。

## 特徴
全身がほぼ黄緑で歩脚を左右横向けに広げるクモ。体長は雌で6-7mm、雄で3-4mm。体色は雌では背甲や歩脚は黄緑色で、腹部は白、黄色、黄緑色など個体によって差があるが、腹背には複雑な形の褐色の斑紋を示すことが多い。雄では背甲は黄褐色の地に左右1対、幅の広い黒褐色の縦の帯状斑紋を持つ。腹部は濃い緑色に黒褐色の斑紋がある。なお、雌雄とも腹部に斑紋があるが、これは幼生の段階では出ないことが多い。また成虫でも全く斑紋を欠く例もある。
雌では背甲は幅広く、中窩(中央のくぼみ)はない。眼は8眼2列だが、どれも大きさはさほど変わらない中、前列中眼は前側眼より小さく、中眼域(前後中眼を含む方形)はほぼ正方形ながら横幅がやや大きく、前の横幅が後ろの横幅よりわずかに小さい。またいずれの眼もその周囲が隆起した眼丘の上にあり、またその部分は白くなっている。前後の側眼の眼丘は互いに接している。捕獲は横向きに伸び、中でも第1脚と第2脚が特に長くなっている。腹部は後方で幅が広くなっている。

## 生態など
灌木や草の葉の上や花の上などで獲物を待ち伏せるもので、花に吸蜜に来る昆虫を捕らえるために花で待ち伏せすることを見ることも多く、ハルジオンやセイタカアワダチソウの花で見かけることも多い。餌とするのは昆虫などだが、双翅目や鱗翅目、あるいはその幼虫など、獲物の範囲は広い。アメリカシロヒトリやアブラムシの集団では、そのそばにいてそれらを獲物とすることも知られる。その長い第1脚と第2脚を広げて獲物を待ち、獲物が近づくとそれらの歩脚で抱え込む様にして捕らえる。

### 生活史
温暖な地域では年2化性となっている。繁殖期は4-9月と長期にわたり、おおむね春と夏の2回、繁殖をする。卵嚢から出てきたあとの幼生の脱皮回数は雌で4-7回、雄では3-6回で、同性でも春生まれと夏生まれの間で違いがあり、夏生まれの方が回数が多い。

### 繁殖習性
交接の際には、雄は雌の体に糸を掛け、動けなくする。
1頭の雌が1-3回の産卵を行い、一回の産卵数、つまり卵嚢中の卵の数は100個前後である。卵嚢は植物の葉を曲げた産室を作ってその中に設置し、雌成体はこれを守る。

## 分布と生育環境
日本では北海道から琉球列島にまで広く分布し、国外では旧北区に広く分布する。
平地から低山帯にかけて、草地や里山、耕作地、川原から市街地の公園緑地や空き地などまで広く見られる。全国で普通に見られるクモである。

## 分類、類似種など
本種の分類上の位置はしばしば変更されてきており、古くは Mismena tricuspidata 、
も長く使われてきた。現在の扱いでは本種と同属のものはユーラシアの温帯域に10種ばかり知られるが、日本では本種のみが分布する。
他属ではあるが、ハナグモの名を持つものは以下の様なものがある。
- Diaea ギョウジャグモ属
  - D. subdola コハナグモ
- Ebelingia クマダハナグモ属
  - E. kumdai クマダハナグモ
- Misumena ヒメハナグモ属
  - M. vatia ヒメハナグモ

コハナグモは八木沼(1960)では同属としていたくらいに本種とはよく似ている。腹部背面の模様に対になった丸い小さな黒斑が入るのが1つの目安で、ある程度は腹部の斑紋で区別できる。クマダハナグモは雌成体で体長3-4mmとかなり小柄で全体に褐色が強い。ヒメハナグモは腹部背面に斑紋がないものが多い。またこの種は北海道には多いが本州以南ではほとんど見られない。ちなみにこの種は欧米ではむしろ普通である。いずれにせよ正確な同定は生殖器などを確認するべきである。
他に樹上性のカニグモで緑色のものにアシナガカニグモ Heriaeus mellotteei があるが、この種は全身に毛で覆われている特徴がある。他にも樹上性のカニグモは多いが、たいていは褐色系の体色である。

## 利害
害虫を餌とするので益虫と言える。アメリカシロヒトリは若齢の時期に幼虫が集団で枝に糸をかけて大きな巣を作るが、本種はこの巣に住み着いて、幼虫を食べることが知られている。ただし幼虫が大きくなるとむしろクモの方が逃げる。またクワノメイガの集団に関しては、幼虫の数と本種の個体数が連動して変化するという。
時に腹面の斑紋が人面に似た形になるときがあり、話題なることがある。